# Eruzione dell'Hunga Tonga del 2022
L'eruzione del vulcano Hunga Tonga è avvenuta il 14 gennaio 2022 nell'arcipelago di Tonga, nell'Oceano Pacifico. L'Hunga Tonga è un vulcano sottomarino situato a 65 km a nord di Tongatapu, l'isola principale. L'eruzione ha causato, inoltre, dei maremoti (tsunami) che si sono abbattuti su Tonga, sulle Figi, su Vanuatu e sulle isole Samoa americane, destando preoccupazione anche per le coste di Nuova Zelanda, Australia, Giappone, Russia, Nord America (Canada, Stati Uniti e Messico) e Sud America (Ecuador, Perù e Cile). Due donne sono annegate in Perù dopo essere rimaste travolte da onde alte due metri, mentre negli Stati Uniti sono stati riportati casi di due pescatori feriti in California. Poiché statisticamente gli tsunami sono causati in maggior numero da terremoti che non da eruzioni vulcaniche, questi maremoti del 2022 sono pertanto una rarità considerando che episodi simili sono stati registrati meno di cento volte negli ultimi duecento anni.
Al momento questa eruzione risulta la più grande del XXI secolo.

## Antefatti

### Dicembre 2021
Dopo essere rimasto inattivo dal 2014, il vulcano Hunga Tonga ha eruttato il 20 dicembre, per smettere solamente nella prima mattinata del giorno dopo. Le eruzioni hanno emesso particolato nella stratosfera e un'ampia colonna di cenere e fumi si poteva scorgere da Nuku'alofa, la capitale del Tonga, distante 70 km dal vulcano. Il Volcanic Ash Advisory Center (VAAC) di Wellington (Nuova Zelanda) si è subito attivato, allertando le compagnie aeree dell'accaduto. Il boato è stato udito fino a 2000 km dall'arcipelago. Tra il 22 e il 23 dicembre alcuni pennacchi alti chilometri hanno emesso nell'aria anidride solforosa che si è diretta verso nord ed est, raggiungendo Niuatoputapu, Haʻapai e Vavaʻu, mentre dal 24 al 27 dicembre le emissioni sono aumentate, raggiungendo un massimo di 12,2 km. Queste successive eruzioni e il conseguente decadimento della cenere sul suolo, hanno comportato un allargamento dell'isola di 300-600 m, come testimoniato da indagini satellitari. Lentamente l'attività vulcanica, continuata fino alla fine di dicembre, tornò nella norma ed il vulcano fu dichiarato dormiente già l'11 gennaio 2022.

### Gennaio 2022

Animazione risultante da 4 ore di osservazioni satellitari sopra il Pacifico.

Una prima ed evidente eruzione è iniziata il 14 gennaio, prima del sorgere del Sole, rilasciando nella stratosfera nuvole di polvere alte fino a 20 km. Prontamente il governo tongano diffuse un'allerta maremoto per tutti i residenti, poiché l'evento causò un innalzamento del moto ondoso. Alcuni geologi tongani notarono che l'attività vulcanica non era cessata, infatti nel tardo pomeriggio il vulcano esplose nuovamente.
Il 15 gennaio, alle 17,15 locali (5 del mattino in Italia, 4:14:45 UTC) si è verificata una seconda e più violenta eruzione di tipo pliniana. Le compagnie aeree sono state allertate e alcuni voli sono stati cancellati. La colonna eruttiva si è innalzata per 32 km, mentre ceneri e lapilli offuscarono temporaneamente il Sole, causando disagi al traffico ed ostacolando le operazioni di evacuazione dei residenti. Una variazione di pressione è stata registrata anche in Svizzera, Australia e Nuova Zelanda.
Alcuni hanno ipotizzato che l'eruzione potrebbe raffreddare temporaneamente il clima. Osservazioni preliminari hanno calcolato una quantità di 0.4 tetragrammi di diossido di zolfo nella stratosfera, insufficienti per comportare variazioni climatiche su scala globale. Ciononostante, l'eruzione potrebbe raffreddare temporaneamente l'emisfero australe, con inverni più freddi e insoliti tramonti (secondo lo scienziato Jim Salinger, tramonti di colore rosa-violetto anche a distanza di mesi). Il raffreddamento potrebbe essere di 0.1-0.5 °C e potrebbe durare fino alla primavera. Secondo il vulcanologo Shane Cronin l'esplosione è stata un evento unico nel suo genere, da classificarsi come 6 nella scala VEI (Volcanic Explosivity Index).
Una nuova esplosione è stata registrata alle 23:10 (ora italiana) di domenica 16 gennaio.
Si stima che la potenza dell'esplosione del 15 gennaio sia stata dell'ordine dei 5-10 megatoni e che le polveri abbiano raggiunto i 35 km d'altezza.

## Impatto

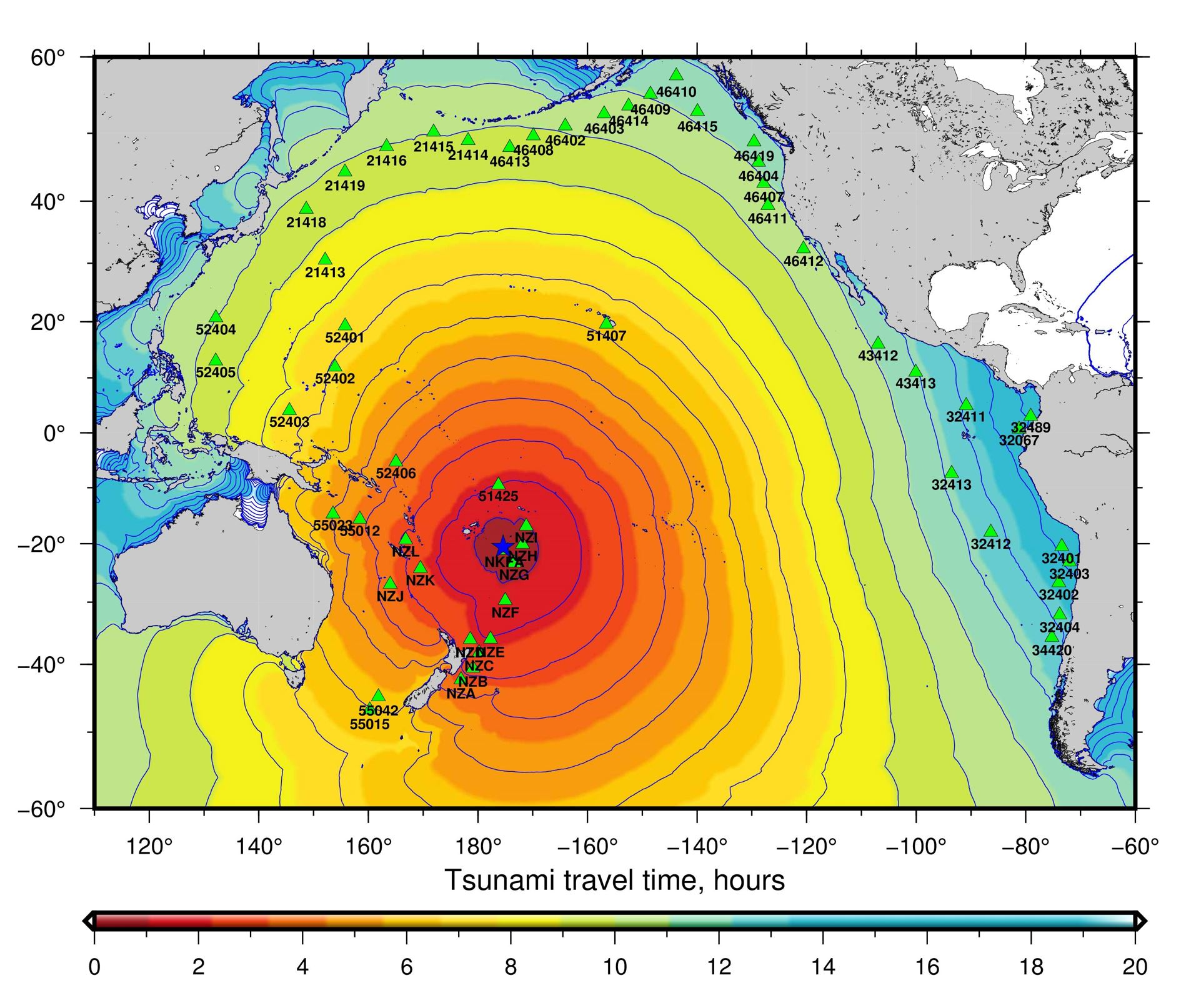
Tempo di percorrenza impiegato dallo tsunami.

Sono state confermate tre vittime nell'arcipelago di Tonga (fra cui una cittadina britannica), mentre due vittime sono state riportate in Perù, sulla spiaggia di Naylamp, a Lambayeque. Ci sono molti dispersi.
| Nazioni     | Morti | Feriti | Dispersi | Note          |
| ----------- | ----- | ------ | -------- | ------------- |
| Tonga       | 4     | 14     | Diversi  | [ 43 ] [ 47 ] |
| Perù        | 2     | 0      | 0        | [ 45 ]        |
| Stati Uniti | 0     | 3      | 0        | [ 10 ]        |
| Giappone    | 0     | 2      | 0        | [ 48 ]        |
| Totale      | 6     | 19     | Diversi  |               |

In Giappone sono stati riportati danni alle imbarcazioni nelle prefetture di Kochi e Mie, con almeno 30 imbarcazioni distrutte, altre dieci danneggiate a Muroto e Owase ed infine hanno ceduto anche le reti da pesca lungo le coste della prefettura di Tokushima. 27 voli della Japan Air Lines sono stati cancellati. Danni alle imbarcazioni sono stati registrati anche in Perù.
L'eruzione ha causato anche la rottura dell'unico cavo sottomarino di Tonga interrompendo così le comunicazioni fino al 21 febbraio quando il servizio è stato ripristinato.

## Aiuti internazionali
Il Primo Ministro neozelandese, Jacinda Ardern, ha specificato che i suoi impiegati del Ministero per gli Esteri stanno discutendo come sovvenzionare gli aiuti per Tonga. Ardern si è dichiarata preoccupata per l'evento. Il 16 gennaio ha annunciato che la Nuova Zelanda avrebbe donato, come primo aiuto, circa 500.000 dollari neozelandesi (circa 300.000 €). Anche il governo australiano si è mosso per aiutare l'isola.

## Effetti ambientali
Le imponenti emissioni di cenere del Pinatubo dell'isola di Luzon nelle Filippine (2 settembre 1991) determinarono conseguenze globali. "Gli studi di questa straordinaria eruzione devono ancora iniziare" – spiega il vulcanologo Boris Behncke dell'Istituto nazionale di geofisica e vulcanologia italiano– "però certamente daranno un tesoro di conoscenza (...) negli ambiti delle scienze meteorologiche ed atmosferiche". Di conseguenza, gli effetti e gli aspetti di questa eruzione sono per il momento ignoti.
Visto l'alto indice di esplosività vulcanica sarebbe classificabile, secondo il New York Times, come uno degli eventi più ragguardevoli negli ultimi trent'anni. Eruzioni di tale entità si verificano molto raramente. Behncke ritiene che potrebbero esserci stati importanti cambiamenti per quanto riguarda la morfologia della parte sottomarina del vulcano. Si dovrà studiare quindi l'esatto meccanismo di formazione degli tsunami di origine vulcanica in quelle zone.
Occorrerà necessariamente monitorare il proseguimento dell'attività del vulcano: c'è da dire che dopo la grande eruzione del 15 gennaio, ci sono stati solo alcuni piccoli episodi esplosivi. Andrà valutato, spiega sempre Behncke, se il cataclisma del 15 gennaio sia stato il culmine dell'attuale periodo di attività. Attualmente, non si conoscono gli eventuali effetti sul clima regionale e globale. Prevedibilmente sembra che l'impatto sul clima sarà trascurabile, è convinto il vulcanologo. Le prime stime informative ricavate dal satellite Sentinel 5P sulla produzione di anidride solforosa, in merito a questa eruzione, rivelano l'emissione di una quantità modesta di circa 0,4 Tg (tonnellate di gas), cioè quattrocento mila tonnellate (fonti diverse parlano di solo 112 000 tonnellate o poco più), ben 50 volte inferiore a quella del vulcano Pinatubo nel 1991.

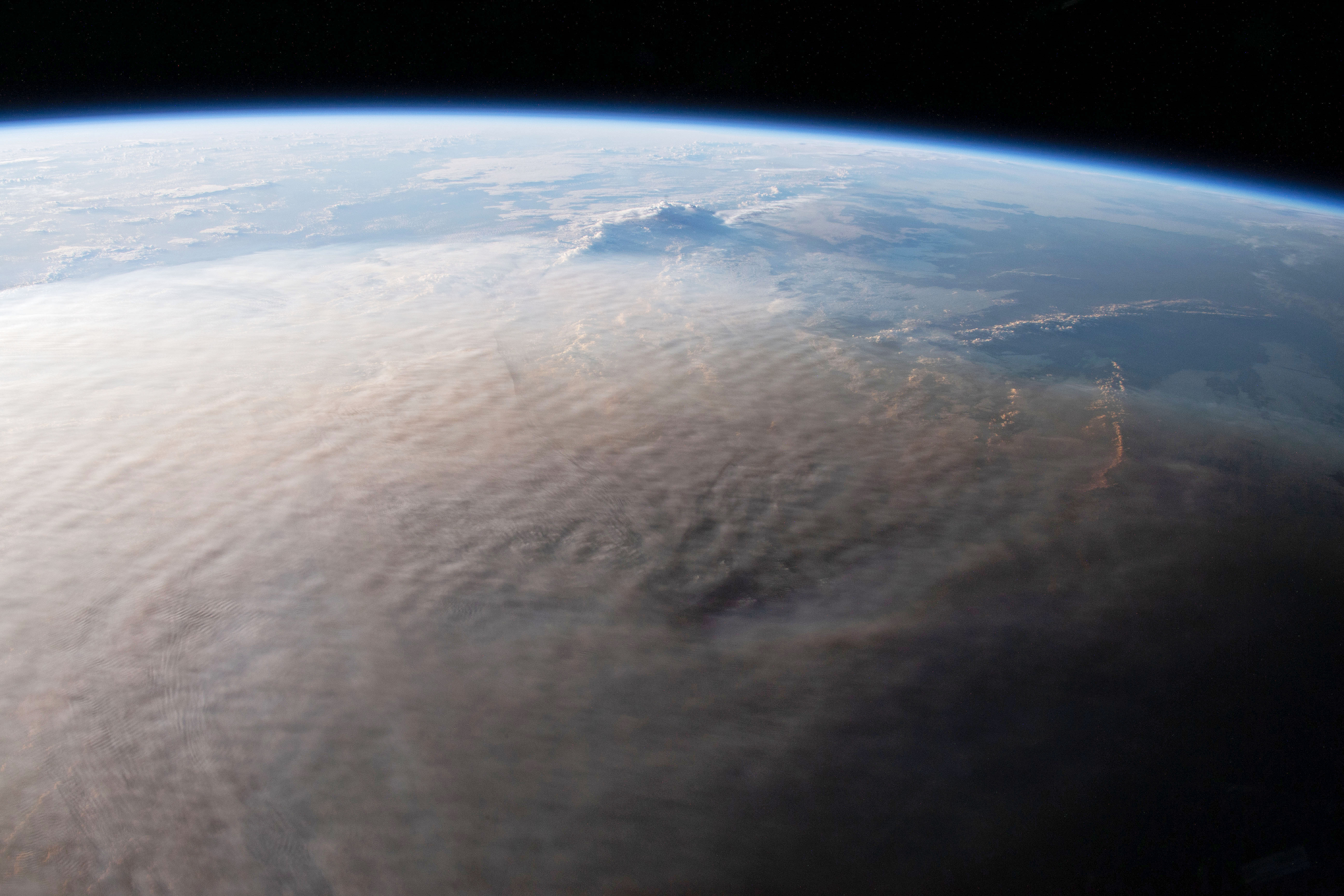
Accumulo di cenere vulcanica fotografato dalla Stazione Spaziale Internazionale il 16 gennaio 2022 sul Pacifico meridionale a causa dell'eruzione di Hunga Tonga.

Uno studio condotto da ricercatori del Japan Institute for Geospatial Environmental Research e del National Institute of Information and Communication Technologies ha scoperto una "super bolla di plasma" nell'atmosfera sopra il sud-est asiatico causata dall'eruzione vulcanica. Questo fenomeno era già noto ma non era mai stato osservato prima a queste dimensioni, esso si verifica quando il gas caricato elettricamente sale nell'atmosfera terrestre, in cui la radiazione solare provoca la ionizzazione dei gas, e interagisce con il campo magnetico terrestre. Lo studio ha scoperto che l'eruzione ha interrotto le normali correnti atmosferiche nella regione, provocando una bolla di plasma molto più grande del solito. Ciò ha implicazioni problemi anche per i sistemi di comunicazione nell'area. Un altro studio, realizzato da un team di ricercatori e ricercatrici australiani e pubblicato sulla rivista Space Weather dell'American Geophysical Union, ha confermato questa questa ipotesi, notando come l'interazione con il campo magnetico terrestre abbia trascinato questa grande bolla di plasma verso sud, e in particolare sopra l'Australia settentrionale, dove le interferenze elettromagnetiche hanno avuto effetto sul funzionamento dei satelliti di posizionamento globale usati per la navigazione satellitare (GPS), utilizzati dalle autovetture ma, in maniera più critica, anche per la navigazione delle imbarcazioni e degli aeroplani.